# 이영남 (정치인)
이영남(李泳楠, 1956년 6월 20일, 전라남도 화순군 ~ )은 대한민국의 정치인이다. 제41대 전라남도 화순군수였다.

## 생애
1956년 전라남도 함평군에서 태어났다. 함평여자상업고등학교(현 함평여자고등학교)를 졸업하였다. 정치 입문 전에는 화순중학교 운영위원회 부위원장, 전라남도 화순군 과세표준 심의위원, 전라남도 화순교육청 학교환경정화위원, 한국 걸스카우트 화순지구 위원장 등을지냈다. 2003년 열린우리당 전라남도당 여성위원장을 지냈다. 배우자 임호경의 공직선거법 위반으로 치러진 2004년 재보궐선거에서 무소속으로 전라남도 화순군수 선거에 출마하여 당선되었다. 2006년 제4회 전국동시지방선거에서 무소속으로 전라남도 화순군수 선거에 출마하였으나 민주당 전형준 후보에 밀려 낙선하였다.

## 학력
- 함평여자상업고등학교 졸업
- 조선대학교 경상대학 경제학과 2학년 재학

## 경력
- 화순중학교 운영위원회 부위원장
- 전라남도 화순군 과세표준 심의위원
- 전라남도 화순교육청 학교환경정화위원
- 전라남도 화순군 지방재정계획심의위원
- 한국걸스카우트 전라남도 화순군지구 위원장
- 2003 열린우리당 전남도당 여성위원장
- 2004.06 ~ 2006.06 제41대 전라남도 화순군 군수

## 가족 관계
- 배우자:임호경: 제40대 전라남도 화순군수

## 역대 선거 결과
|  | 23.6% |

|  | 36.46% |